# Cái chết cho phát xít, tự do cho nhân dân !

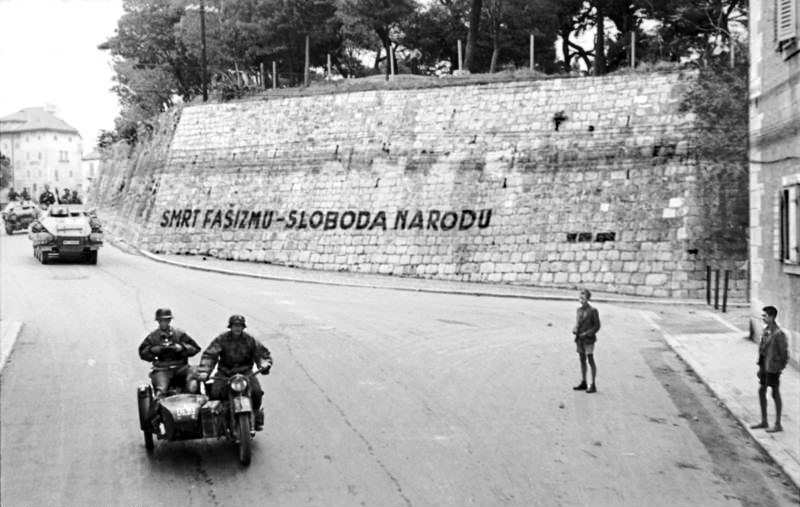
Khẩu hiệu "Cái chết cho phát xít, tự do cho nhân dân !" được viết trên một bức tường tại Split, Croatia, tháng 9 năm 1943

Cái chết cho phát xít, tự do cho nhân dân! (tiếng Serbia-Croatia: Smrt fašizmu, sloboda narodu!, tiếng Slovene: Smrt fašizmu, svoboda narodu!, tiếng Macedonia: Смрт на фашизмот, слобода на народот! tiếng Albania: Vdekje fashizmit, liri popullit!) là một câu khẩu hiệu của các du kích Nam Tư và du kích Albania, về sau được chấp nhận như là biểu tượng của phong trào kháng chiến chống phát xít ở Nam Tư thường xuyên được nhắc đi nhắc lại nhiều lần sau chiến tranh ở quốc gia này. Nó cũng là một câu chào phổ biến của các thành viên thuộc các phong trào kháng chiến tại Nam Tư trong các cuộc gặp gỡ chính thức hoặc không chính thức, thường đi kèm với một nghi thức là giơ nắm đấm tay lên cao. Câu chào này có thể được nói ngắn gọn là "SFSN" (viết tắt của Smrt fašizmu, sloboda narodu), hoặc một người nói "Cái chết cho phát xít", còn người kia nói "Tự do cho nhân dân". Về sau, những người du kích Bulgaria cũng sử dụng câu khẩu hiệu này làm biểu tượng cho phong trào chống phát xít của mình.
Câu khẩu hiệu này xuất hiện từ năm 1941, trên một ấn bản của một tờ báo Croatia tên là Vjesnik; sau đó các phương tiện truyền thông của quân đội du kích đều phát hành câu khẩu hiệu này. Smrt fašizmu, sloboda narodu cũng là một phần trong lời hiệu triệu kháng chiến chống phát xít năm 1941 của Liên đoàn những người cộng sản Nam Tư. Tuy nhiên, câu khẩu hiệu chỉ thực sự nổi tiếng sau buổi hành hình người chiến sĩ du kích Croatia Stjepan Filipović vào ngày 22 tháng 5 năm 1942. Cụ thể, khi sợi dây treo cổ vừa được quấn quanh cổ của Stjepan, anh đã giương hai tay lên cao, lớn tiếng tố cáo Đức Quốc xã cùng các nước phe Trục là những kẻ giết người và cuối cùng hô lớn "Cái chết cho phát xít, tự do cho nhân dân !". Khoảnh khắc đó đã được một người thợ chụp ảnh ghi lại và nó đã trở thành hình mẫu cho tượng đài tưởng niệm Stjepan Filipović tại Valjevo.